# Institute FC
Der Institute Football Club, kurz Institute FC, ist ein nordirischer Fußballverein aus Derry. Der Klub spielt aktuell in der NIFL Championship, der zweithöchsten Spielklasse im nordirischen Profifußball.

## Geschichte
Das im Jahr 1882 gegründete Presbyterian Working Men’s Institute besaß bereits seit 1893 eine eigene Fußballabteilung, den North End Football Club. Als sich dieser im Jahr 1904 auflöste, gründeten eine Reihe von Spielern und Anhängern des North End Olympic FC, der ehemaligen Juniorenmannschaft des Klubs, in Räumlichkeiten eines Hotels in Derry, einen neuen Verein und gaben ihm den Namen Institute FC. Für die Saison 1905/06 waren zunächst nur Freundschaftsspiele geplant.
Das erste Spiel des Klubs war ein Freundschaftsspiel gegen St. Columbs Court auf dem Gelände des Magee Colleges, welches vom Verein als Heimspielstätte genutzt wurde. In der Saison 1906/07 trat der Verein in die North-West Junior League ein. Das erste Juniorenspiel war ein Ligaspiel gegen die Farm Wanderers, welches mit einem 4:4-Unentschieden endete. In der Saison 1907/08 begann Billy Gillespie für den Club zu spielen, welcher sich später zu einer der bekanntesten Vereinsikonen entwickeln sollte. Der Verein gewann in dieser Saison den North-West Charity Cup, wo man die Derry Celtic Wanderers im Finale mit 4:1 besiegen konnte und war damit das erste Juniorenteam, das jemals die Trophäe gewinnen konnte. In der Saison 1910/11 musste man zwar den Abgang von Billy Gillespie hinnehmen, erreichte aber das Halbfinale des Irish Junior Cup, in welchem man sich schließlich mit 1:2 gegen Broadway United geschlagen geben musste. In der Saison 1911/12 erreichte der Verein das Finale des Irish Junior Cup und verlor knapp mit 1:2 gegen Brantwood im Grosvenor Park in Belfast.
Im Jahr 1981 trat Institute der Intermediate League bei, wobei sich die erste Saison 1981/82 als die erfolgreichste der Vereinsgeschichte erweisen sollte. Im ersten Ligaspiel konnte man Roe Valley mit 8:1 besiegen. In dieser Saison erreichten sie auch das Halbfinale des Intermediate Cups, wo man PSNI FC im Elfmeterschießen besiegen- und sich damit einen Platz in der ersten Runde des Irish Cups sichern konnte. Das Finale gegen Chimney Corner ging jedoch mit 0:2 verloren. Im Jahr 1996 gewann der FC Institute durch einen 4:2-Sieg im Finale, ebenfalls gegen Chimney Corner, den Smirnoff Cup und belegte in der Liga den siebten Platz. In der Saison 1998/99 stieg der Verein in die Irish First Division auf.
Am 14. August 1999 bestritt der Verein sein erstes Spiel als Profimannschaft, wobei das erste Heimspiel gegen Bangor 3:3-Unentschieden endete. Der erste Sieg der Saison war ein 1:0 gegen den Lokalrivalen Limavady United. Institute belegte am Ende der Saison den sechsten Platz. In der Saison 2001/02 belegte der Verein den zweiten Platz in der First Division und sicherte sich damit den Aufstieg in die Irish Premier League. In dieser Saison gelang es den Spielern Graeme Philson, Adrian Creane, Ryan Coyle und John McGarvey, die 100-Spiele-Marke für den Verein zu knacken. In der Saison 2002/03 gewann Institute den North-West Cup und belegte am Ende der Saison den sechsten Platz in der Liga, was bis heute die höchste Platzierung in der Vereinsgeschichte ist. Am Ende der Saison 2005/06 stieg der Verein schließlich wieder aus der Premier Division ab, nachdem man die Abstiegs-Play-offs gegen Donegal Celtic, nach einer 1:3-Niederlage und einem 0:0, verlor. Nach einem direkten Wiederaufstieg in der Saison 2006/07, gelang es auch in der Folgesaison die Klasse zu halten. Zudem erreichte der Klub erstmals das Halbfinale des Irish Cups. Am Ende der Saison 2008/09 lag der Institute FC auf dem letzten Platz der Tabelle, was gleichbedeutend mit dem Abstieg in die IFA Championship war.
In den Folgejahren gelang es dem Verein zwei Mal den North-West Senior Cup und ein Mal den Irish Intermediate Cup zu gewinnen. Im Jahr 2013 belegte man zum zweiten Mal in Folge den dritten Platz in der Liga und verpasste den Aufstieg in die höchste irische Spielklasse schließlich nur knapp. In der Folgesaison gelang der erneute Aufstieg, nachdem man am letzten Spieltag, aufgrund eines 1:1-Unentschiedens, Meister der NIFL wurde. Trotz des sofortigen Wiederabstiegs gelang in der Saison 2014/15 der Triumph im North-West Senior Cup, wo man Moyola Park im Finale mit 3:1 besiegen konnte. In der Folgesaison gelang es dem Institute FC, trotz der Niederlage im Aufstiegs-Play-off und dem Ausscheiden im Ligapokal, den Irish Intermediate Cup zu gewinnen. In der Saison 2017/18 gewann der Verein die NIFL-Meisterschaft und stieg erneut in die NIFL-Premiership auf und konnten auch den North-West West Senior Cup verteidigen. In der Saison 2020/21 stieg der Verein schließlich wieder als Letztplatzierter in die zweite Liga ab.

## Profimannschaft

### Spieler
- Stand: 27. Mai 2025[7]

| Nr. |            | Position | Name                      |
| --- | ---------- | -------- | ------------------------- |
| 1   | Nordirland | TW       | Fintan Doherty            |
| 2   | Irland     | AB       | Caoimhin Porter           |
| 4   | Nordirland | AB       | Shane Boyle               |
| 5   | Irland     | MF       | Evan Tweed                |
| 6   | Nordirland | AB       | Rhys McDermott            |
| 9   | Nordirland | ST       | Padraig Lynch             |
| 10  | Nordirland | ST       | Mikhail Kennedy (Kapitän) |
| 11  | Nordirland | ST       | Cormac Burke              |
| 12  | Irland     | ST       | Benny McLaughlin          |
| 17  | Irland     | ST       | Michael Harris            |
| 19  | Nordirland | ST       | Oisin Duffy               |
| 20  | Irland     | ST       | Gabriel Aduaka            |

| Nr. |                | Position | Name               |
| --- | -------------- | -------- | ------------------ |
| 22  | Irland         | AB       | Conor Quigley      |
| 23  | Nordirland     | MF       | Niall Grace        |
| 24  | Kongo Republik | AB       | Brandon Diau       |
| 27  | Nordirland     | AB       | Callum McCay       |
| 30  | Irland         | MF       | Stephen Doherty    |
| 33  | Nordirland     | ST       | Dean Brown         |
| 34  | Irland         | AB       | Caoimhan McDermott |
| 35  | Nordirland     | MF       | Brendan Barr       |
| 36  | Nordirland     | MF       | Aidan Hegarty      |
| 37  | Irland         | MF       | Tiernan McGinty    |
| 38  | Nordirland     | AB       | Zach McAuley       |

### Trainer- und Betreuerstab
- Cheftrainer: Peter Hutton
- Co-Trainer: Niall Grace

### Trainerhistorie
- Paul Hegarty (Spielertrainer) (2002–2005)
- Pascal Vaudequin (2005)
- Liam Beckett (2005–2008)
- John Gregg (2008–2011)
- Allan Blair (Interimstrainer: 2011)
- Paul Carlyle (2011–2012)
- Paul Kee (1999–2002) (2012–2015)
- Kevin Deery (2015–2017)
- Paddy McLaughlin (2017–2019)
- Kevin Doherty (Interimstrainer: 2019)
- John Quigg (2019)
- Sean Connor (2019–2021)
- Eddie Seydak (Interimstrainer: 2021, 2023)
- Brian Donaghey (2021–2023)
- Kevin Deery (2023–2025)
- Peter Hutton (2025–)

### Bekannte ehemalige Spieler
- William McConnell Wilton (1905–1907)
- Billy Gillespie (1907–1910)
- John Cunningham (1995–1996)
- Declan Devine (1998–2001)
- Tim Dalton (2001–2002)
- Mark McChrystal (2003)
- Paul Hegarty (2002–2004)
- Darron Gibson (Jugend, 2003–2004)
- Ivan Sproule (2004–2005)
- Damien Whitehead (2005)
- John Connolly (2002–2004) (2005–2006)
- Ciaran Greene(2006)
- Iarfhlaith Davoren (2007)
- James McClean (2007)
- Neal Bartlett (2007)
- David Bell (2007–2008)
- Kyle Moran (2008)
- Ryan McBride (2007–2009)
- Philip Lowry (2007–2009)
- David Ogilby (2000–2010)
- Shaun Holmes (2009–2010)
- Tony Shields (2009–2010)
- Sean Friars (2009–2010) (2011–2012)
- Aaron McEneff (Jugend, 2011–2013)
- Dean Jarvis (2011–13)
- Niall Logue (Jugend, 2010–2014)
- Ryan Semple (1999–2005) (2007–2011) (2012–2014)
- Darren McCauley (2012) (2012–2014)
- Stephen O’Flynn (2014–15)
- Saul Deeney (2015)
- Peter Bradley (2015)
- Paddy McLaughlin (2005–2007) (2011–2015)
- Sam Morrow (Jugend 1999–2001) (2017)
- Thomas McBride (2011–2012) (2014–2015) (2019)

## Erfolge
- NIFL Championship: 1
  - 2017/18
- North West Senior Cup: 8
  - 1997/98, 2002/03, 2008/09, 2010/11, 2011/12, 2014/15, 2016/17, 2017/18
- North West Charity Cup: 1
  - 1906/07